# Song of Texas
Song of Texas è un film del 1943 diretto da Joseph Kane.
È un film western statunitense con Roy Rogers, Sheila Ryan e Barton MacLane.

## Produzione
Il film, diretto da Joseph Kane su una sceneggiatura di Winston Miller, fu prodotto da Harry Grey, come produttore associato, per la Republic Pictures e girato [nelle Alabama Hills a Lone Pine in California. La produzione ingaggiò un gruppo di danzatori messicani provenienti da Mexico City e Guadalajara.

## Colonna sonora
- Mexicali Rose - scritta da Jack Tenney e Helen Stone, cantata da Roy Rogers e dai Sons of the Pioneers
- Moonlight and Roses - scritta da Edward H. Lemare, Ben Black e Neil Moret, cantata da Roy Rogers
- Cielito Lindo - scritta da Quirino Mendoza, cantata da Roy Rogers e dai Sons of the Pioneers
- There's A Rainbow Over the Range - scritta da Tim Spencer, cantata da Roy Rogers e dai Sons of the Pioneers
- On The Rhythm Range - scritta da Bob Nolan, cantata da Sons of the Pioneers
- I Love the Prairie Country - scritta da Glenn Spencer, cantata da Roy Rogers e dai Sons of the Pioneers
- Blue Bonnet Girl - scritta da Glenn Spencer, cantata da Roy Rogers

## Distribuzione
Il film fu distribuito negli Stati Uniti dal 14 giugno 1943 al cinema dalla Republic Pictures.
Altre distribuzioni:
- in Australia il 3 febbraio 1944
- in Brasile (Aposta Afortunada e A Canção do Texas)

## Promozione
La tagline è: "A Rodeo of Rhythm, azione and Romance!".